# Konstruiranje
Konstruíranje (tudi oblikovánje) je z vidika psihologije dela ustvarjalno-duhovna dejavnost, ki zahteva znanje: naravoslovnih znanosti (matematike, fizike, kemije, mehanike, toplotne tehnike, elektrotehnike), proizvodnih tehnik, nauke o gradivih, nauke o konstruiranju (kako si inovativno organizirati delo), znanje in izkušnje s področja, za katerega se konstruira. Z vidika metodike je konstruiranje proces optimiranja v okviru danih robnih pogojev, ki se s časom spreminjajo. Z vidika organiziranja je konstruiranje bistven del procesa za ustvarjanje vrednosti in plemenitenja surovin in proizvodnih sredstev. To je možno samo v sodelovanju s kupci, kalkulanti, tehnologi, strokovnjaki za gradiva, raziskovalci, preizskuševalci, montažerji, standardizerji, ...
S konstruiranjem se ukvarjajo konstrukterji, oziroma konstruktorji ter inženirji z različnih področij. Največkrat se izraz konstruiranje nanaša na splošno strojništvo (avtomobilizem, ladjedelništvo, letalstvo, orodjarstvo, strojegradnja, raketna tehnika), drugače pa tudi na druga področja kot so lesarstvo ipd.
Konstruiranje ima kot proces v splošnem štiri izrazite faze: načrtovanje, koncipiranje, snovanje in razdelava. 
Konstruiranje izdelka, omrežja, sistema, objekta je izdelava načrtov. Obsežne konstrukcije izdelamo na osnovi uspešno končanega razvoja in glavnega projekta, enostavne pa na osnovi uspešnega razvoja. Pri konstruiranju je vedno pomembno tudi oblikovanje izdelka, katero mora potekati v tesnem sodelovanju s projektantom in konstruktorjem, katera si pomagata z prostoročnim risanjem, risanjem z risalnim priborom po vzorcu ali določeni predlogi. Tako nastane risba, katera na pljuden način prikazuje predmet. Podroben prikaz določenega predmeta in njegovih najvažnejših značilnosti se imenuje načrt, ta je izdelan po veljavnih standardih za tehniško risanje in služi za praktično izdelavo izdelka. 
Beseda konstruiranje, oziroma konstruirati, izvira prek nemščine in francoščine iz latinščine, kjer construere pomeni sezidati, zgraditi, nakopičiti, izdelati, napraviti, zasnovati kaj, naložiti drugo na drugo, zložiti, izumiti, urediti, sprojektirati, izmisliti, uresničiti svojo zamisel, narediti načrt nečesa, izdelati mehanizme, razviti iz osnovnega pojma (nauk, teorijo) in to je sestavljeno iz latinskega predloga con- - skupaj, z-, kar kaže na dovršni glagol, ter struere - skladati, zlagati, graditi, pripravljati.